# Boutros Marayati
Boutros Marayati (ur. 26 lutego 1948 w Aleppo) – syryjski duchowny katolicki obrządku ormiańskiego, od 1990 arcybiskup Aleppo.

## Życiorys
Święcenia prezbiteratu przyjął 4 lipca 1971. 21 sierpnia 1989 został mianowany arcybiskupem Aleppo. Sakry udzielił mu 4 lutego 1990 ormiańskokatolicki patriarcha-katolikos Cylicji Howannes Bedros XVIII Kasparian, któremu towarzyszyli ormiańskokatolicki biskup tytularny Comana Armeniae André Bedoglouyan oraz ormiańskokatolicki
biskup tytularny Tokat degli Armeni Vartan Achkarian. Po śmierci patriarchy Krikora Bedrosa XX Ghabroyana został administratorem patriarchatu Cylicji.